# Habenaria lindblomii
Habenaria lindblomii är en orkidéart som beskrevs av Rudolf Schlechter. Habenaria lindblomii ingår i släktet Habenaria och familjen orkidéer. Inga underarter finns listade i Catalogue of Life.